# Mostly Autumn
Mostly Autumn – brytyjska grupa założona w 1995 roku, wykonująca szeroko pojętą muzykę rockową.

## Skład
- Bryan Josh – wokal prowadzący, wokal wspierający, gitara rytmiczna, gitara prowadząca, gitara akustyczna, gitara dwunastostrunowa, instrumenty klawiszowe (od 1996)
- Olivia Sparnenn – wokal prowadzący, wokal wspierający, gitara akustyczna, instrument perkusyjne (2005-2010, od 2010)
- Iain Jennings – instrumenty klawiszowe (1996-2005, od 2008)
- Anne-Marie Helder – flet, instrumenty klawiszowe, gitara akustyczna, wokal wspierający, instrumenty perkusyjne (od 2007)
- Andy Smith – gitara basowa (od 2000)
- Gavin Griffiths – perkusja (2007, od 2009)

- Liam Davison – gitara rytmiczna, gitara akustyczna, gitara dwunastostrunowa, gitara slide, wokal wspierający (1995-2007, 2008-2014)
- Heidi Widdop – wokal prowadzący, wokal wspierający (1996)
- Heather Findlay – wokal prowadzący, wokal wspierający, gitara akustyczna, gitara dwunastostrunowa, instrumenty klawiszowe, instrumenty perkusyjne (1997-2010)
- Chris Johnson – instrumenty klawiszowe, gitara rytmiczna, gitara akustyczna, wokal wspierający (2005-2007)
- Angela Gordon – flet, instrumenty klawiszowe, wokal wspierający, instrumenty perkusyjne, tin whistle (1999-2007)
- Stuart Carver – gitara basowa (1996-2000)
- Bob Faulds – skrzypce (1996-2000)
- Kev Gibbons – tin whistle (1996-1998)
- Allan Scott – perkusja (1996-1998)
- Rob McNeil – perkusja (1998-2000)
- Jonathan Blackmore – perkusja (2000-2003)
- Andrew Jennings – perkusja (2004-2006, 2007)
- Henry Bourne – perkusja (2008)

## Dyskografia

### Albumy
- For All We Shared (1998)
- The Spirit of Autumn Past (1999)
- The Last Bright Light (2001)
- The Story So Far (CD/VHS, 2001)
- Music Inspired by Lord of The Rings (2001)
- Passengers (2003)
- Storms Over Still Water (2005)
- Heart Full of Sky (2006)
- Glass Shadows (2008)
- Go Well Diamond Heart (2010)
- The Ghost Moon Orchestra (2012)
- Dressed in Voices (2014)
- Sight of Day (2017)

### Antologie
- Heroes Never Die - The Anthology (2002)
- Catch The Spirit - The Complete Anthology (2002)

### EPki i single
- Goodbye Alone (2001)
- Prints In The Stone (2001)
- Spirits Of Christmas Past (2005)

### Albumy koncertowe
- Live In The USA (2003)
- The Fiddler's Shindig (2003)
- Live At The Canterbury Fayre (2003)
- Live at the Grand Opera House (DVD, 2003)
- The Next Chapter (DVD, 2003)
- V Shows (DVD 2004, CD 2005)
- Pink Floyd Revisited (DVD 2005, CD 2004)
- Storms Over London Town (2006)